# وادي شحرور
وادي شحرور هي إحدى القرى اللبنانية من قرى قضاء بعبدا في محافظة جبل لبنان.